# Allan Mallinson
Allan Lawrence Mallinson (6 de febrero de 1949) es un escritor inglés y brigadier retirado del ejército Británico.
Mallinson es conocido por sus novelas protagonizadas por Matthew Hervey, un oficial de la 6th brigada de dragones en las Guerras napoleónicas y conflictos coloniales de India y Sudáfrica.

## Biografía
Mallinson estudió para ser sacerdote de la Iglesia de Inglaterra en Durham, pero en el año 1969 decidió alistarse en el ejército. Sirvió en Malasia, Chipre, Irlanda del Norte y Alemania. Estuvo al frente del Cuerpo Real de Húsares en Chipre y Noruega. Más tarde ocupó cargos en el Ministerio de Defensa y fue agregado militar en la embajada británica en Roma.

## Obra
Es autor, entre otras obras, de una serie de novelas, protagonizadas por un joven oficial de caballería llamado Matthew Hervey, ambientadas en las guerras y conflictos de principios del siglo XIX, que comienza con la novela "Oficial de Caballería" (A Close Run Thing - 1999), le sigue "Los Cañones del Nizam" (The Nizam's Daughters - 2000) y "Una Cuestión de Honor" (A Regimental Affair - 2001), únicas novelas traducidas al español.  
En el año 2008 la editorial Edhasa anunció que había comprado los derechos de la saga, para publicar en castellano las 9 novelas escritas hasta la fecha.